# Равандузская операция
Равандузская операция — наступление в апреле — августе 1916 года частей русского Ван-Азербайджанского отряда на Мосульском направлении в ходе кампании 1916 года на Кавказском фронте и Персидском театре Первой мировой войны.

## Замысел операции
Наступление Ван-Азербайджанского отряда в направлении на Мосул имело целью отвлечь как можно больше турецких сил и облегчить экспедиционному корпусу генерала князя Н. Н. Баратова проведение Керинд-Касреширинской операции.
Весной 1916 Ван-Азербайджанский отряд состоял из двух батальонов, 10 дружин, 4 армянских дружин, 30 орудий, 54 сотен, инженерной роты, Урмийской флотилии.
Для наступления в горной местности войска были разделены на четыре отряда:
- 1-й Сунженско-Владикавказский казачий полк с пулеметной командой 4-й Кавказской казачьей дивизии (2 пулемета), командир — генерал-майор П. П. Воронов
- Урмийский отряд в составе 2-го Аргунского и 3-го Верхнеудинского казачьих полков, каждый по 6 сотен и 2 пулемета, 2 терских батальона 4-й Кубанской пластунской бригады, ополченская дружина, команда ассирийских разведчиков, два полевых орудия 2-й Забайкальской казачьей батареи, командир — генерал-майор В. А. Левандовский
- Соуч-Булагский отряд в составе 1-го Полтавского и 3-го Кубанского казачьих полков, 1-го Кавказского пограничного конного полка, 4-й армянской дружины Кери и пограничной горной батареи, командир — генерал-майор А. Г. Рыбальченко
- 3-й Таманский (6 сотен), 1-й Нерчинский (6 сотен) и 2-й Читинский (5 сотен при двух пулеметах) казачьи полки, 4 полевых орудия 2-й Забайкальской казачьей батареи и два горных орудия, командир — генерал-майор А. М. Назаров

## Наступление
22 апреля (5 мая), как только на перевалах начал таять снег, войска перешли в наступление. Три отряда легко отбросили части противника, в основном, курдов, а Соуч-Булагскому отряду, наступавшему на главном направлении, пришлось преодолеть более упорное сопротивление. 26 апреля (9 мая) на пограничном перевале Шейхин-Гяруси русские были встречены сильным пулеметным и артиллерийским огнём турок, но сумели отбросить противника, и 30 апреля (13 мая) с боем ворвались в Равандуз. В сражении за город погиб командир 4-й армянской дружины Кери.
Русские войска впервые за историю Кавказских войн вступили в Иракский Курдистан.
Равандуз находился в ста километрах от Мосула, к которому немцы вели железную дорогу, поэтому турецкое командование перебросило против Ван-Азербайджанского отряда две пехотных дивизии и многочисленную курдскую конницу.

## Оборона Равандуза
В мае — июне турки несколько раз безуспешно пытались выбить отряд Рыбальченко из Равандуза. К июню Ван-Азербайджанский отряд, переименованный во 2-й Кавказский кавалерийский корпус, действовал на участке от озера Ван до города Саккиз, и состоял из 11,5 батальонов, 14 дружин, 54 сотен, 60 пулеметов, 42 орудий, трех инженерных рот, 6 кораблей Урмийско-ванской флотилии (всего 17 750 штыков, 6 991 сабля). Ему противостояли 19 батальонов турок, 3 эскадрона и курдская конница.
Оборонявший Равандуз отряд Рыбальченко состоял из 5,5 батальонов и 10 сотен, которые могли быть поддержаны корпусным резервом (5 батальонов и 8 сотен). Турки перебросили на это направление 4-ю пехотную дивизию, которая, пользуясь численным превосходством, обходила фланги русских, согласовывая свои действия с курдской конницей, действовавшей на коммуникациях противника.
Нападения курдов вынуждали отряжать значительные силы для конвоирования транспортов. Для обеспечения коммуникаций казаки провели успешную контрпартизанскую операцию, обнаружив и внезапным нападением уничтожив два походных лагеря кочевников, после чего курды на время оставили русские тылы в покое.

## Отступление
В июле русские под давлением противника оставили Равандуз и, ведя подвижную оборону, отступили к Хане. К этому времени отряд Таунсенда уже капитулировал в Кут-эль-Амаре, и наступление русских войск, призванное облегчить его положение, потеряло смысл.
В августе русские вновь потеснили турок, отступивших к Нирды-Бузану. Преследуя противника 3-й Кубанский полк войскового старшины Захарова 9 (22) августа запер в ущелье остатки 11-го турецкого полка и взял в плен 50 офицеров во главе с командиром и 1528 нижних чинов. Полковое знамя турки успели уничтожить.